# باد فالینگ بوستل
شهر باد فالینگ بوستلدر ایالت نیدرزاکسن در کشور آلمان واقع شده است.